# Галья (блюдо)
Галья́ (азерб. qəlyə) — блюдо азербайджанской кухни.

## История и способ приготовления
Этимология названия неизвестна. В качестве блюда галья упоминается ещё в анонимной лирической поэме XIII века «Дастани Ахмед харами» («Поэма об Ахмеде-разбойнике»), написанной на азербайджанском языке. Русский востоковед Илья Березин, посетивший Дагестан и Южный Кавказ в 1843 году, перечисляя блюда местной кухни, описывает галью как «похлёбку с тыквой, черносливами, грецким орехом и т. п.».
При приготовлении гальи тыква очищается, нарезается на кубики, помещается в сковороду с добавлением пассерованного лука и доводится до готовности. Фасоль замачивается в холодной воде на 3–4 часа, затем отваривается в кипящей подсоленной воде и откидывается на дуршлаг. Тыква смешивается с отваренной фасолью, добавляются замоченная алыча и сахар, и блюдо доводится до полной готовности. При подаче блюдо посыпается укропом.